# Ивица Осим
Иван „Ивица“ Осим (на босненски: Ivan "Ivica" Osim, 15 декември 1946 – 7 септември 2022) е бивш югославски футболист, играещ на поста нападател. Югославски и босненски футболен треньор. Един от най-успешните треньори в Югославия и източна Европа. Сребърен медалист от Европейското първенство през 1968 година. От 2011 година е президент на футболния съюз на Босна и Херцеговина. 
В състава на националния отбор Ивица Осим играе в 16 срещи, в които вкарва 8 гола. Играе за националния тим на Олимпиадата през 1964 и Европейското първенство през 1968 години. 
На 16-и ноември 2007-а година получава мозъчен удар, изпада в кома, от която се събужда десет дни по-късно. Умира на 1 май 2022 г. в австрийския град Грац.

## Успехи (като футболист)
Железничар
- Югославска Втора лига:
  -  Шампион (1): 1961/62 Запад

 Страсбург
- Френска Дивизия 2:
  -  Шампион (1): 1976/77

 Югославия
- Европейско първенство:
  -  Финалист (1): 1968

## Успехи (като треньор)
Железничар
- Купа на УЕФА:
  - 1/2 финалист (1): 1984/85

 Югославия
- Световно първенство:
  - 1/4 финалист (1): 1990

 Партизан
- Купа на Югославия:
  -  Носител (1): 1991/92

 Панатинайкос
- Купа на Гърция:
  -  Носител (2): 1992/93, 1993/94

 Щурм
- Австрийска Бундеслига:
  -  Шампион (2): 1997/98, 1998/99
- Купа на Австрия:
  -  Носител (3): 1995/96, 1996/97, 1998/99
- Суперкупа на Австрия:
  -  Носител (3): 1996, 1998, 1999

 Джеф Юнайтед
- Купа на Джей лигата:
  -  Носител (1): 2005

### Лични
- Футболист №1 на Югославия (1): 1970
- Носител на орден 6 април Сараево (1): 1990[3]
- На 3 ноември 2016 година е награден с японския Орден на Изгряващото слънце[4].